# Сомюр (замок)
Замок Сомюр (фр. Château de Saumur) — один из замков Луары, расположен в городе Сомюр на слиянии рек Луары и Туэ (Thouet) в департаменте Мен и Луара Франции. В 1862 году внесён Министерством культуры Франции в список исторических памятников Франции.

## История

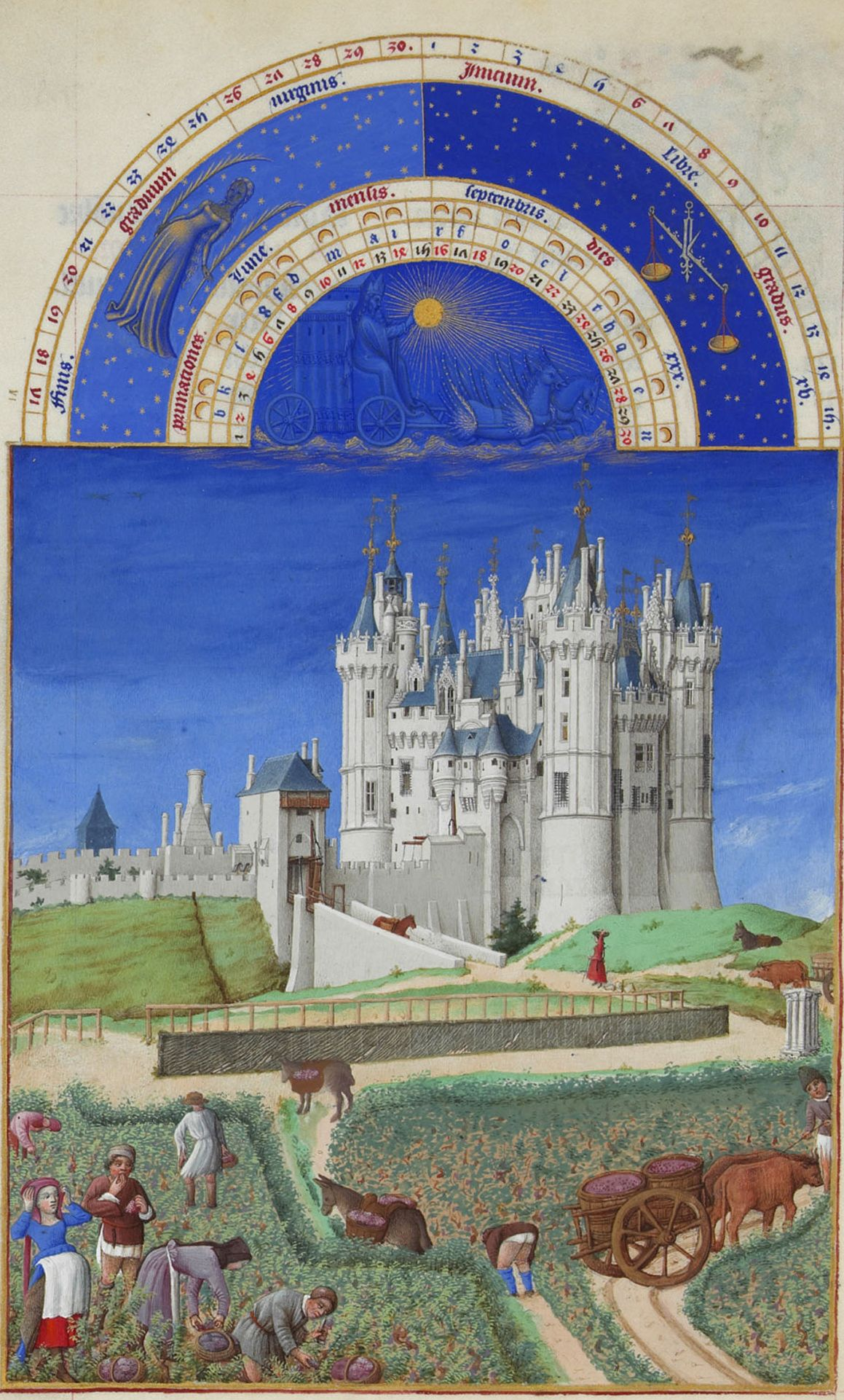
Замок Сомюр с его южной стороны на странице сентября в манускрипте XV века Великолепный часослов герцога Беррийского. 1410 год

Изначально в X веке строился как замок, позже переделан в шато. Тибо I де Блуа возвёл замок как фортификационное сооружение против норманнов. В 1026 году замком завладел граф Фульк III Нерра Анжуйский, завещавший его Плантагенетам. После разрушения 1067 года замок в конце XII века отстроил Генрих II Плантагенет.
В начале XIII века король Франции Филипп II Август включил замок в свой домен. Затем у замка неоднократно менялись владельцы до 1589 года, когда протестантский король Генрих IV (Франции и Наварры) даровал замок Филиппу Дюплесси-Морне.
В 1621 году замок отдали под армейские бараки, а спустя около 200 лет, при Наполеоне Бонапарте замок превращён в тюрьму.
В начале XX века Сомюр приобрёл замок и начал реставрационные работы, чтобы открыть здесь музей декоративного искусства. В связи с местной давней практикой конной езды и прославленным Cadre noir, в замке также открыт Музей лошадей.
В замке сохранились донжон и башня с часами, действует музей старинных игрушек, солдатиков, фигурок клоунов и французских королей Musée de la Figurine-Jouet